# 钛酸锂电池
钛酸锂电池（英語：Lithium-titanate battery，缩写LTO）是一种可充电电池，优势是充电快于其他种类的锂离子电池 ，但它的能量密度低很多。

## 当前用途
因為它的特性不適合3C產品，所以主要使用是在汽車上，三菱i-MiEV电动车的部分日本版使用钛酸电池，本田也将其用于EV-neo电动自行车和Fit EV。  Tosa概念电动公共汽车也有使用。由于其较高的安全性和充电能力，钛酸锂电池同时被一些汽车音频应用以及移动医疗设备采用。 
不過也有3C產品使用的例子，主要是快速充電的配件，如三星Galaxy Note 20 Ultra 5G随附的S笔中使用了钛酸锂电池。
根据Weatherflow Co.的文章 ，Tempest个人气象站设备包含一个1300mAh钛酸锂电池，该电池通过四个太阳能电池板充电，“每两周需要至少4个小时的充足光照”。

## 化学
钛酸锂电池是一种改进的锂离子电池，在其陽極表面使用钛酸锂纳米晶体代替碳。这样阳极的表面积约为100平方米/克，而碳的表面积为3平方米/克，该差异使电子能快速进入和离开阳极，因此快速充电成为可能，并可在需要时提供大电流。钛酸锂电池可持续3000到7000个充电循环 ；耐高溫也比較強，一份资料称在55 °C（131 °F）而非标准的25 °C（77 °F）环境下充放电，容量降至80%前還是有约1000次循环寿命。
钛酸锂电池的缺点是其固有电压较低（2.4 V），因此有较低的比能（约30–110 Wh / kg），逊于常规锂离子电池技术的固有电压3.7 V，尽管有报道称某些钛酸锂电池的能量密度高达177 Wh/L。